# Schizocosa humilis
Schizocosa humilis este o specie de păianjeni din genul Schizocosa, familia Lycosidae. A fost descrisă pentru prima dată de Banks în anul 1892. Conform Catalogue of Life specia Schizocosa humilis nu are subspecii cunoscute.